# エンテロトキセミア
エンテロトキセミア（英: enterotoxemia）とはウェルシュ菌（Clostridium perfringens）の産生する腸管毒による中毒。腸内毒素血症とも呼ばれる。ヒツジでの発症が最も多い。ウシではウェルシュ菌A型とウェルシュ菌D型によるものが多い。エンテロトキセミアにより動物が2時間以内に死亡することもある。小腸では腸粘膜の壊死組織片やゼリー状血様内容物が認められ、組織学的に粘膜の壊死、出血性炎症を示す。腸以外の臓器でも出血性病変が認められる。予防にはトキソイドが有効とされる。

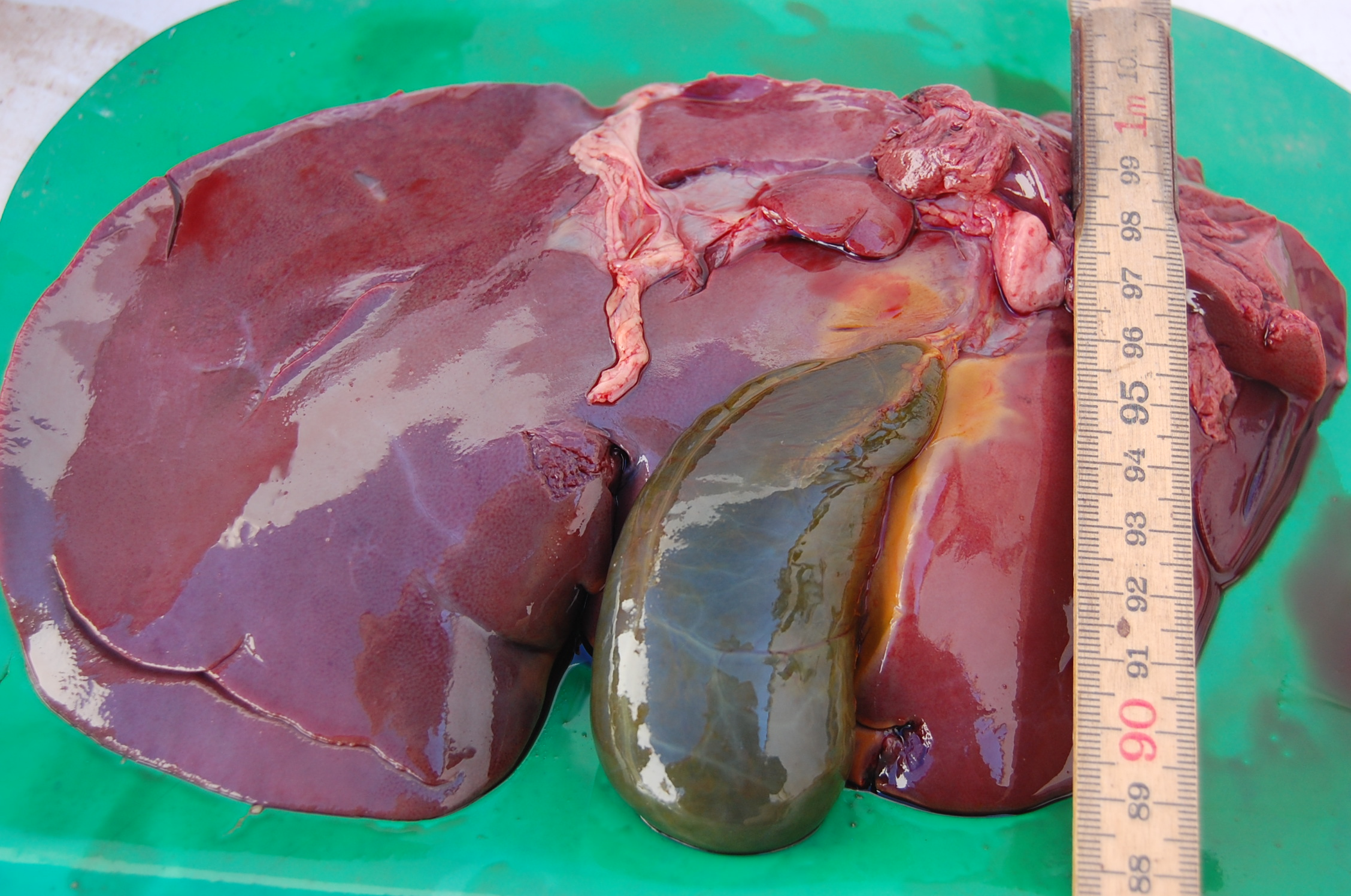
肥大化したヒツジの胆嚢
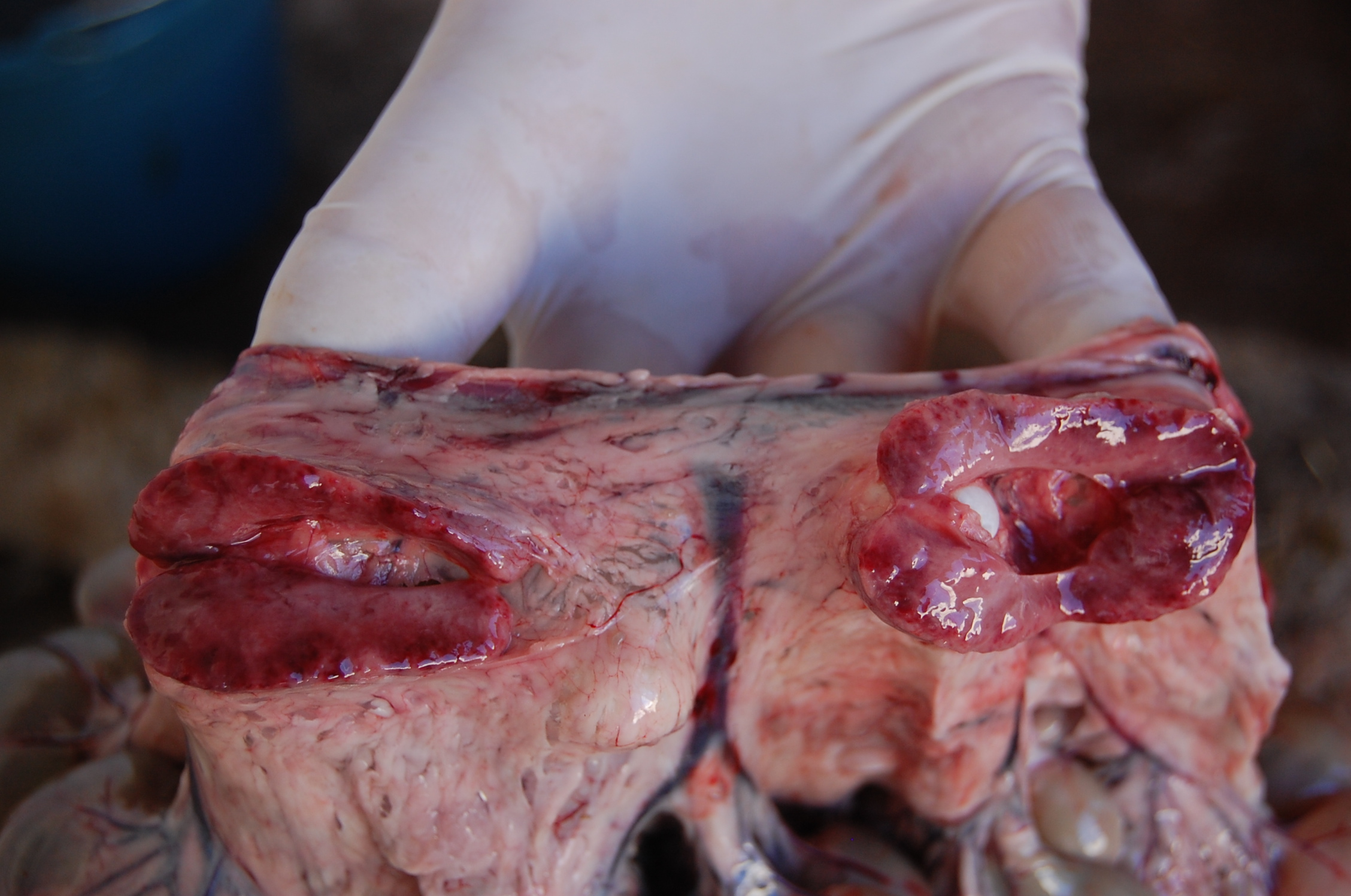
炎症を起こした、ヒツジの腸のリンパ管